# J. A. Topf & Söhne

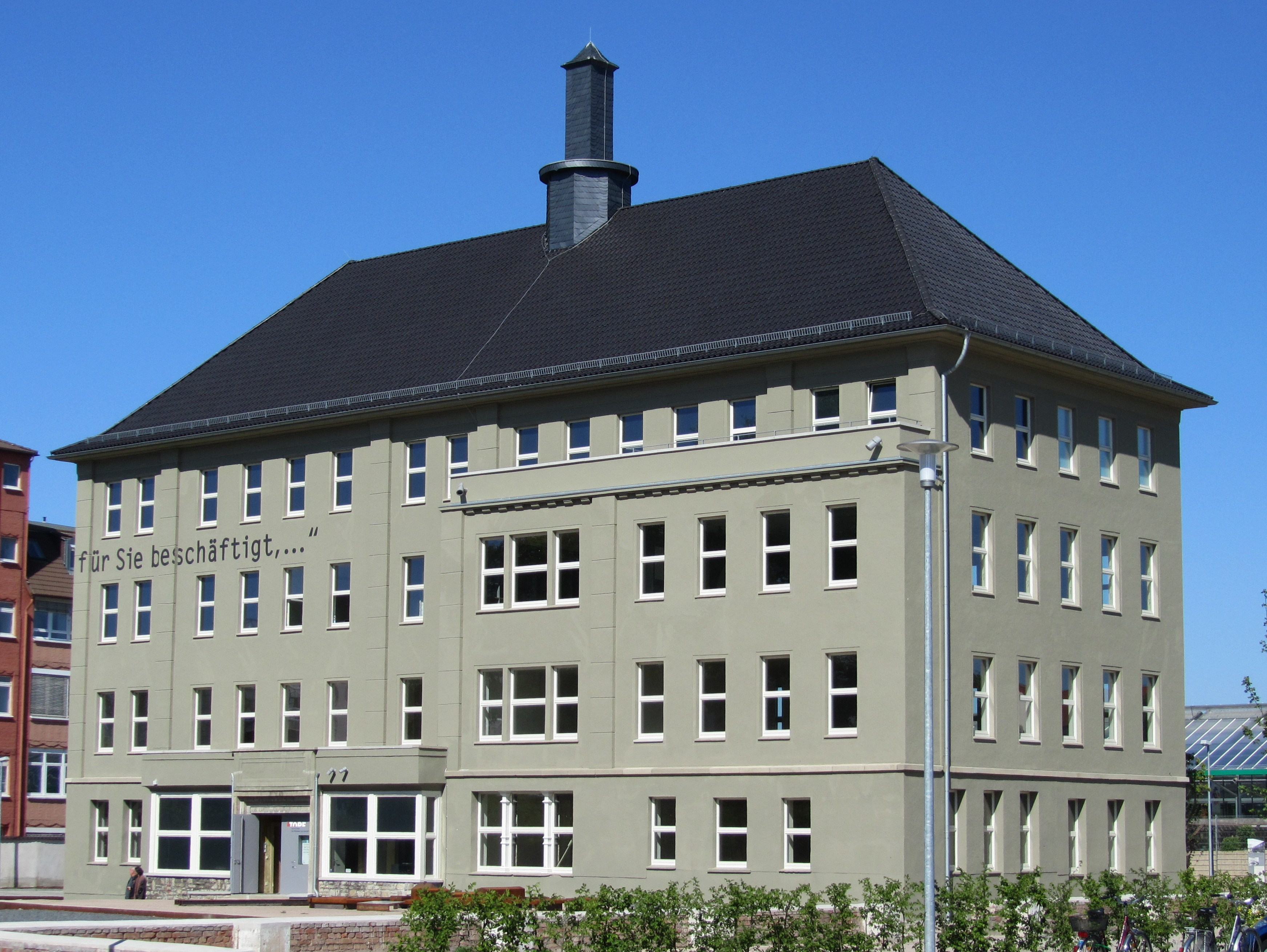
Ehemaliges Verwaltungsgebäude, jetzt Erinnerungsort

Das Unternehmen J. A. Topf & Söhne war ein Industriebetrieb in Erfurt. Dieses baute die Krematorien in verschiedenen Konzentrationslagern wie Buchenwald und im Vernichtungslager Auschwitz-Birkenau. Das Unternehmen installierte auch einige Entlüftungsanlagen und gasdichte Türen für die Gaskammern und führte technische Probeläufe der Öfen durch. Das ehemalige Verwaltungsgebäude ist heute der Erinnerungsort Topf & Söhne.

## Unternehmensgeschichte

### Gründung als Maschinenfabrik

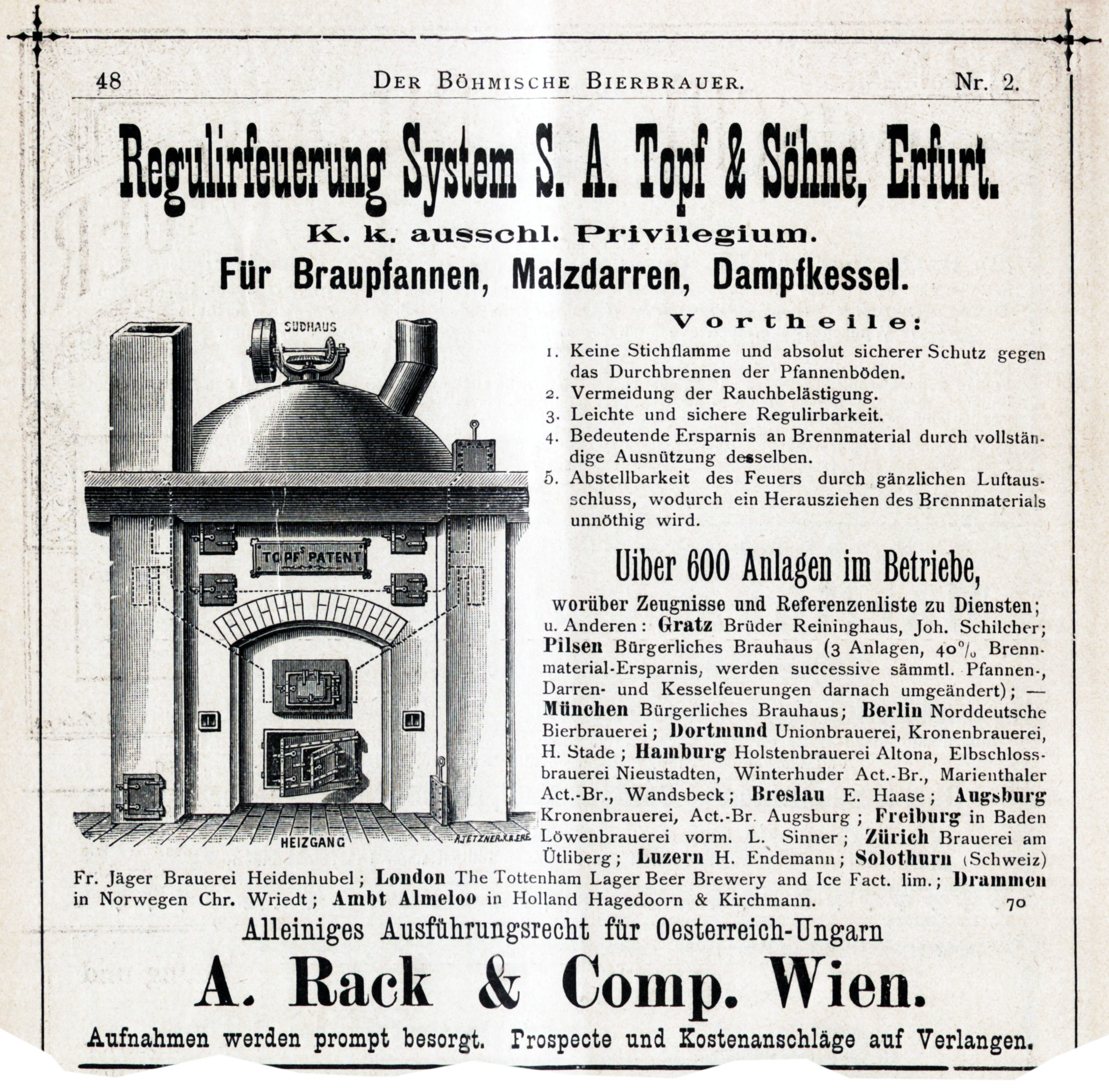
Regulirfeuerung System S. A. Topf & Söhne, Erfurt für Braupfannen, Malzdarren, Dampfkessel (Annonce 1891)

Im Jahr 1878 gründete Johann Andreas Topf (1816–1891) in Erfurt sein Unternehmen, das komplette Mälzereien und einzelne Brauereimaschinen sowie Siloanlagen, Schornsteine und gasdichte Türen und Fenster und auch davon abgeleitete industrielle Feuerungsanlagen plante und ausführte. Sein Sohn Ludwig Topf (1863–1914) erweiterte es zu einem Betrieb mit über 500 Mitarbeitern. Das Unternehmen errang während des Ersten Weltkriegs große Erfolge mit einer speziell für die Verbrennung von Braunkohle entwickelten Hochleistungs-Feuerung, die äußerst wirtschaftlich arbeitete. Ab 1914 gab es auch eine kleine Abteilung für die Entwicklung und Fertigung von Krematoriumsöfen, dieses Geschäft machte aber nur einen kleinen Teil vom Gesamtumsatz des Unternehmens aus.
Nach dem frühen Tod von Ludwig Topf wurde dessen Witwe Elsa Topf Inhaberin. Nach Umsatzeinbußen geriet das Unternehmen 1933 in Zahlungsschwierigkeiten, so dass ein Vergleichsverfahren eingeleitet wurde. 1935 übernahmen die Enkel des Unternehmensgründers, Ludwig Topf (1903–1945) und Ernst-Wolfgang Topf (1904–1979), gemeinsam die Leitung des Unternehmens.

### Rüstungsbetrieb im Zweiten Weltkrieg

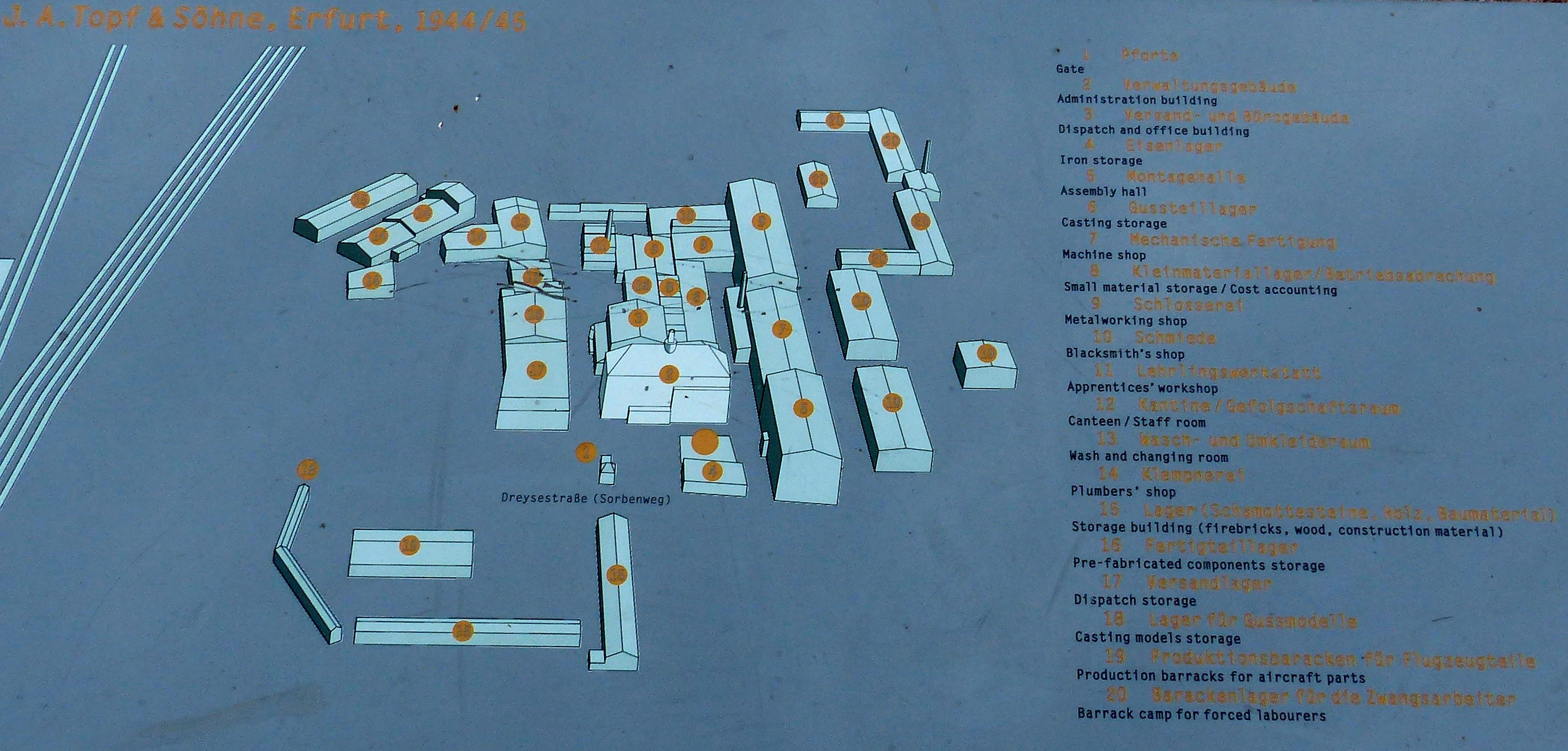
Geländeplan von J. A. Topf & Söhne 1944/45

Während des Zweiten Weltkriegs wurde die Produktion auf militärische Aufträge der Wehrmacht, wie z. B. Flugzeugteile, umgestellt. In den 1940er Jahren entschloss sich die Unternehmensleitung zur Zusammenarbeit mit dem Reichssicherheitshauptamt, das die Konzentrationslager verwaltete. Dabei wurde kein Druck von oben ausgeübt. Allerdings hatte sich die Liquidität des Unternehmens mit Kriegsbeginn verschlechtert; im April 1941 erreichte der Schuldenstand mit 497.000 Reichsmark einen Höhepunkt. Etwaige moralische Bedenken wurden vermutlich zurückgestellt, um das Unternehmen zu retten. Bedingt durch beständige Weiterentwicklungen der Ingenieure wurde das Unternehmen zum Hauptlieferanten von Verbrennungsöfen für Konzentrationslager. Das Berliner Unternehmen Kori war dabei der größte Konkurrent, obwohl deren Öfen wesentlich einfacher konstruiert waren.

### Volkseigener Betrieb
In Erfurt wurde das Unternehmen 1948 enteignet und konnte zunächst als Volkseigener Betrieb (VEB) unter der Bezeichnung Nagema Topfwerke Erfurt seine Tätigkeit fortsetzen. Mitte der 1950er Jahre wurde der Betrieb nach dem griechischen Widerstandskämpfer in VEB Maschinenfabrik Nikos Belojannis umbenannt. Später firmierte der Betrieb als VEB Erfurter Mälzerei- und Speicherbau EMS. Von 1970 bis 1990 gehörte der Betrieb zum Kombinat Fortschritt Landmaschinen, wurde im Zuge von dessen Auflösung in eine GmbH umgewandelt und war 1994 endgültig insolvent.

### Entwicklung zum Erinnerungsort

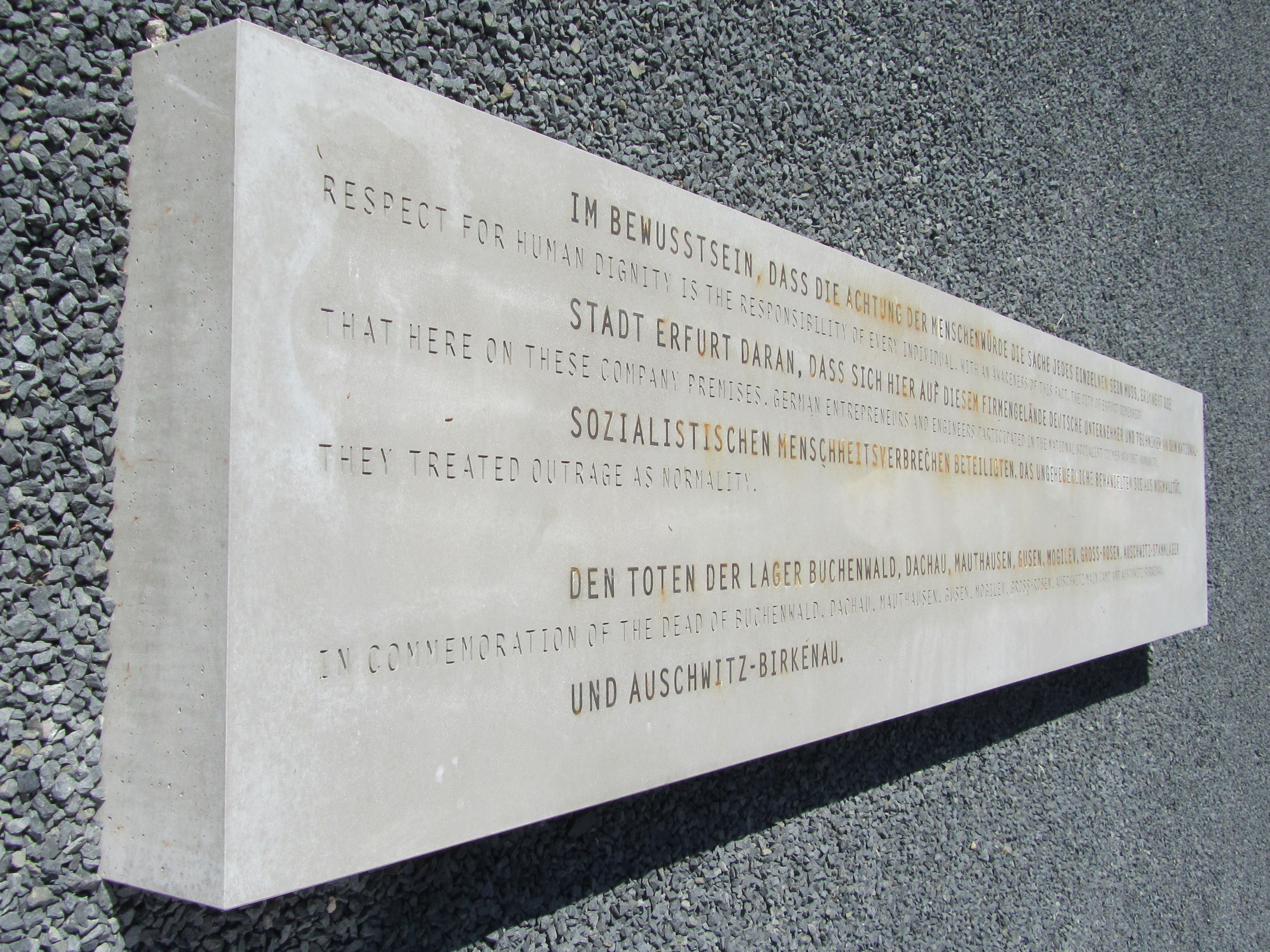
Denkmal vor dem Verwaltungsgebäude

Das Unternehmen war aus dem Gedächtnis der Stadt und ihrer Bürger weitgehend verschwunden, als 1994 die tageszeitung berichtete, dass die Topf-Erben einen Restitutionsantrag für das Unternehmensgelände und die Fabrikantenvilla gestellt hatten. Durch den Artikel wurde auch bekannt, dass Topf & Söhne nicht nur die Verbrennungsöfen für die Krematorien in Auschwitz, sondern auch die Lüftungsanlagen für die Gaskammern installiert hatte.
Der Artikel löste eine Berichterstattung sowohl in der Lokalpresse als auch in internationalen Medien aus.
1997 gab der Kulturwissenschaftler Eckhard Schwarzenberger erstmals Anstöße für einen bewussten Umgang mit dem ehemaligen Unternehmensgelände. Gemeinsam mit Institutionen und Kulturträgern Erfurts und einem Förderkreis wurden Konzepte für die Erhaltung und geschichtsbewusste Nutzung des Geländes und der verbliebenen Gebäude entwickelt und in einen öffentlichen Diskurs eingebracht.
Von 2001 bis 2009 wurde das Gelände durch linke Aktivisten besetzt, die sich für einen Erinnerungsort und gegen den Abriss der Fabrikanlagen einsetzten. Nach der Räumung durch die Polizei wurden sie dennoch abgerissen und es folgte eine Neubebauung des Areals. Nur das ehemalige Verwaltungsgebäude blieb erhalten und wurde 2011 als Erinnerungsort Topf & Söhne der Öffentlichkeit zugänglich gemacht. Es zeigt eine Ausstellung, die die Verstrickungen des Unternehmens in den Holocaust darstellt. Der Erinnerungsort ist heute eine Einrichtung der Landeshauptstadt Erfurt und gehört zu ihren Geschichtsmuseen.

## Zusammenarbeit mit der SS zur Ausstattung der Konzentrationslager 1940–1945

### Herstellung von Verbrennungsöfen, Mitwirkung am Bau der Gaskammern

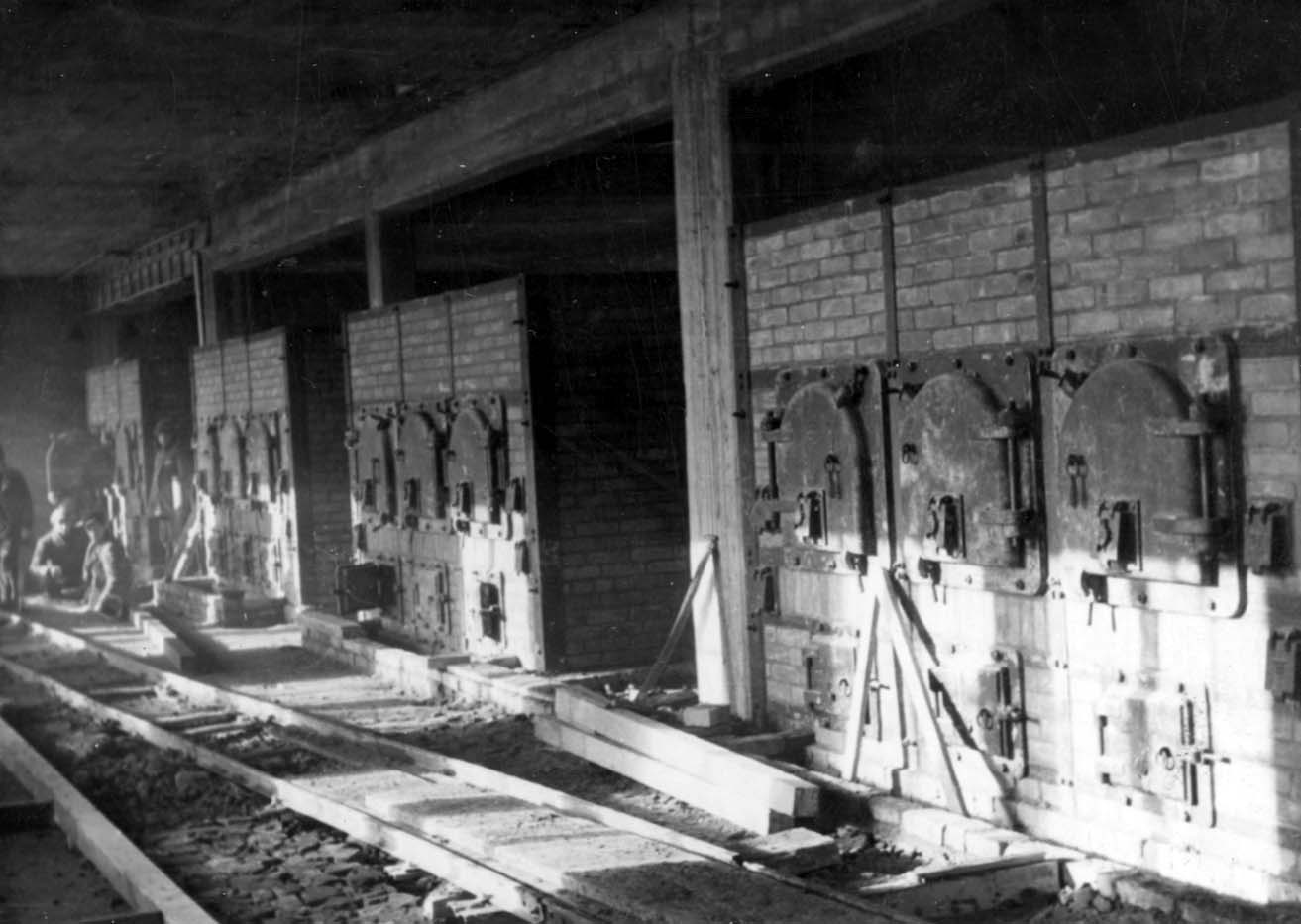
Krematorium II im KZ Auschwitz-Birkenau (Juni 1943)

Krematorien von J. A. Topf und Söhne mit Knochenresten in den Brennkammern im KZ Buchenwald (14. April 1945)

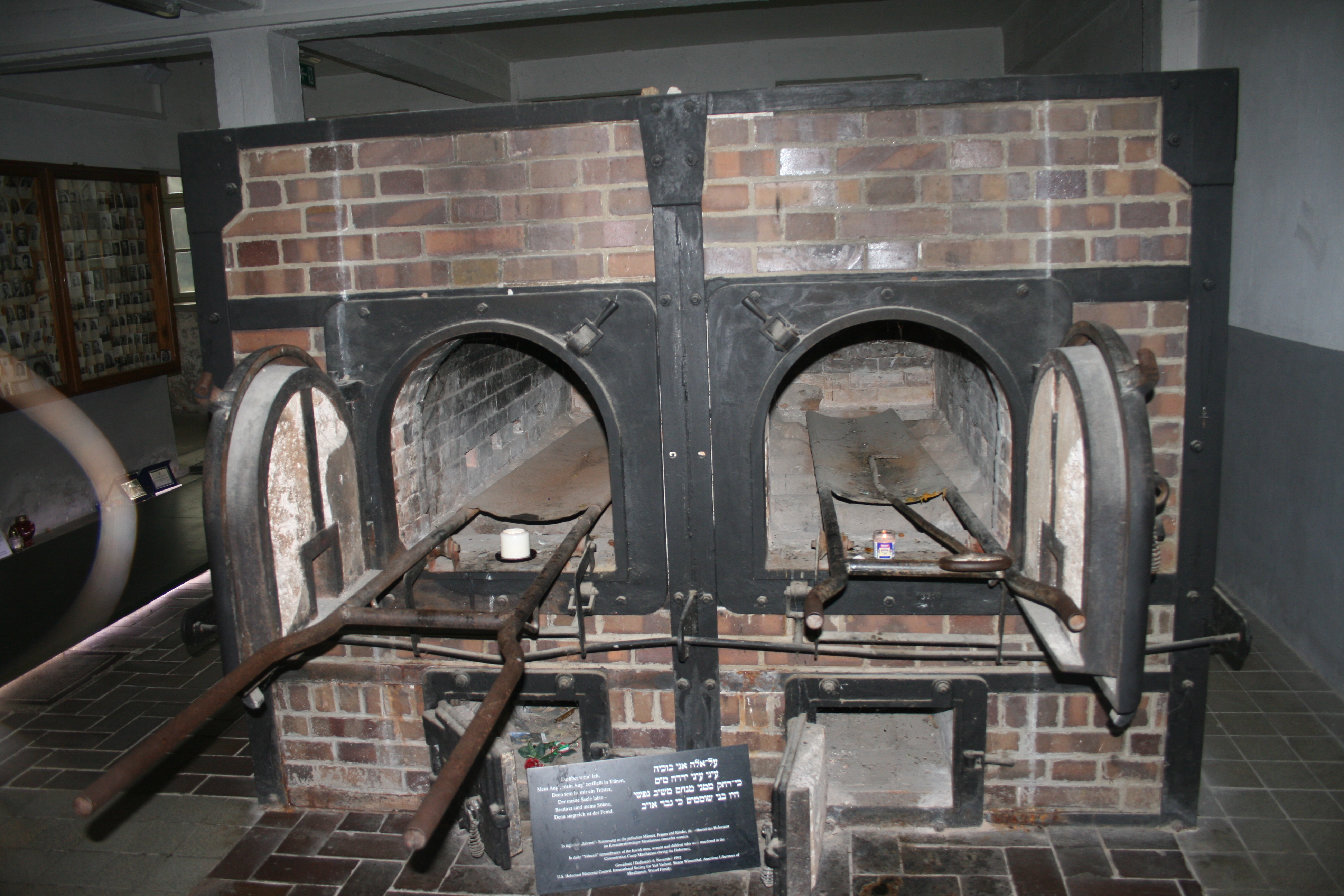
Krematorien von J. A. Topf und Söhne im KZ Mauthausen (2016)

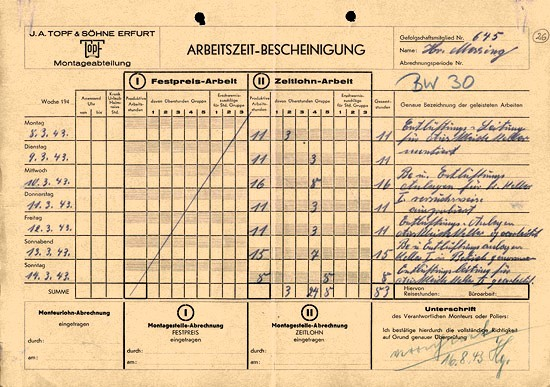
Arbeitszeitbescheinigung von Heinrich Messing bezüglich dem Einbau einer Entlüftungsanlage in die Gaskammer des Krematoriums II im KZ Auschwitz-Birkenau (16. August 1943)

Die Firma Topf und Söhne war für den Bau von Verbrennungsöfen in verschiedenen Konzentrationslagern verantwortlich, darunter Buchenwald, dessen Krematorium 1940 errichtet wurde, weil das städtische Krematorium (Weimar) das gar nicht bewältigen konnte, Groß-Rosen, Auschwitz Stammlager, Dachau, Gusen und Mauthausen. Die Muffelöfen waren zunächst transportabel, wurden später eingemauert und waren zuletzt stationär. Die zunächst einzelnen Brennkammern steigerten sich zu Zwei- und Dreimuffelöfen und wurden in Auschwitz-Birkenau auf bis zu acht Kammern erweitert.
Im Oktober 1941 begann die Zusammenarbeit mit Karl Bischoff, dem Bauleiter der SS in Auschwitz, für die Errichtung des Krematoriums II mit fünf Dreimuffelöfen im Vernichtungslager Auschwitz-Birkenau (siehe auch Gaskammern und Krematorien der Konzentrationslager Auschwitz). Außergewöhnlich war die Kapazität der Anlagen in Auschwitz-Birkenau für insgesamt 4.416 Leichen pro Tag. Diese Anlagen wurden von Ingenieuren des Unternehmens vor Ort installiert und auch repariert. Außerdem wurden auch Entlüftungsanlagen in den Gaskammern von Auschwitz eingebaut, die eine schnellere Entgasung und damit auch eine schnellere Abfolge der Tötungen ermöglichen sollten. Mitarbeiter des Unternehmens Topf & Söhne hatten durch ihre Tätigkeit im Vernichtungslager Einblick in die Verbrechen. So waren namentlich Heinrich Messing und Karl Schultze vor Ort, als es am 14. März 1943 zum ersten Massenmord im Krematorium II kam. Auch Aufzeichnungen, in denen Arbeiten am „Auskleidekeller“ beschrieben sind, oder die Beschaffung von gasdichten Fenstern und Türen sowie Anzeigegeräten für Blausäure-Reste zeugen von einer Mitwisserschaft.
Der DDR-Politiker Bruno Baum zitiert die „Zentralkommission zur Untersuchung der Naziverbrechen in Polen“ wie folgt:
Anfang 1943 übergab die Firma [Topf und Söhne] der Lagerleitung vier große neuzeitliche Krematorien, deren wesentlichster [sic] Bestandteil die Gaskammern waren. Die Krematorien waren mit den römischen Ziffern II, III, IV und V bezeichnet. Die Krematorien II und III besaßen je zwei unterirdische Kammern, in den Bauplänen Leichenkeller 1 und 2 genannt, die zusammen eine einzige für Menschen bestimmte Vergasungseinrichtung bildeten. Kammer 1 war 210 m² groß und 2,3 m hoch, Kammer 2 besaß 400 m² Fläche und war ebenfalls 2,3 m hoch. In den Krematorien IV und V wurde je eine sich über der Erde befindende Kammer mit einer Fläche von 580 m² eingerichtet, die die offizielle Bezeichnung „Badeanstalt für Sonderaktion“ trug.
Unter den erhalten gebliebenen Dokumenten der ehemaligen Lagerleitung Oswiecim befinden sich einige Aufträge der Zentralbauleitung des Lagers, aus denen hervorgeht, daß sowohl die Kammern Nr. 1 in den Krematorien II und III (Leichenkeller) als auch die Badeanstalten für Sonderaktion in den Krematorien IV und V mit gasdichten Türen, die vergitterte Gucklöcher mit 8 mm dickem unzerbrechlichem Glas hatten, versehen waren. Die eigentliche Bestimmung dieser mit mehr oder weniger unschuldigen Bezeichnungen getarnten Räume bezeugt die Korrespondenz des Leiters der Zentralbauleitung der Waffen-SS und Polizei, Bischoff, in der er diese Räume 'Vergasungskeller' nennt.
Das Wort „Gaskeller“ findet sich in einer Telefon-Gesprächsnotiz, die Mitarbeiter des Unternehmens Topf und Söhne in Erfurt unter Datum vom 17. Februar 1943 anfertigten. Darin heißt es:
„In Sachen: Zentral-Bauleitung der Waffen-SS, Auschwitz/Ost-Oberschl.
Betrifft: Be- und Entlüftungsanlage.
Es ruft an Herr Schultze und teilt folgendes mit:
1.) Das Entlüftungs-Gebläse Nr. 450 für den Gaskeller ist dort nicht aufzufinden, obwohl es angeblich bei uns abgegangen ist.“
Ingenieure wie Kurt Prüfer entwickelten ferner „Verbesserungsvorschläge“ für die sogenannte Expressarbeit: Dabei sollten jeweils drei Leichen in einem Ofen verbrannt werden. Die Konstrukteure wussten also, dass niemand fein säuberlich getrennte Asche zu Bestattungszwecken erhalten würde. Zu den „Verbesserungen“ zählte in Auschwitz auch eine Modifizierung der Öfen, bei der das aus den Leichen austretende Körperfett direkt in die Flammen geleitet und zur Befeuerung weiterverwendet wurde.
In einem erhaltenen Dokument, ein internes und „geheim“ gestempeltes Schreiben von Prüfer an die Geschäftsleitung seines Unternehmens vom 8. September 1942, werden die Kapazitäten der drei in Betrieb befindlichen Öfen mit „250 je Tag“, die der fünf in Bau befindlichen mit „800“ angegeben und zudem zwei Öfen in Aussicht gestellt, die weitere 800 Leichen täglich kremieren könnten. Das Unternehmen hatte solche Achtmuffel-Öfen für ein geplantes Großlager in Mogilew vorrätig; von Lieferungen dorthin seien „Öfen abgezweigt“ worden. Die SS verlangte mehr Öfen von Topf, damit nun endlich einmal die dringenden Rufe verstummen würden.
Am 19. Februar 1943 schlug Prüfer der Zentralbauleitung in Auschwitz vor, die Abluft aus den Öfen zur Beheizung des „Leichenkellers 1“, also der Gaskammer, im Krematorium II zu verwenden. Offenbar sollte dadurch die schnellere Freisetzung des Blausäuregases aus dem Zyklon B auch bei niedrigen Umgebungstemperaturen gewährleistet werden.

### Patentantrag: Kontinuierlich arbeitender Leichenverbrennungsofen für Massenbetrieb
Am 4. November 1942 stellte das Unternehmen unter der Nummer T 58240 Kl. 24 beim Reichspatentamt Berlin den Antrag auf ein Patent eines Durchlaufofens für die Massenverbrennung von Leichen. Der Patentanmeldung ist zu entnehmen, dass der Topf-Ingenieur Fritz Sander, der den Antrag formulierte, über den Verwendungszweck, nämlich der Verbrennung der Leichen von Lagerinsassen, Bescheid wusste. Im Entwurf der Beschreibung heißt es:

„In den durch den Krieg und seine Folgen bedingten Sammellagern der besetzten Ostgebiete mit ihrer unvermeidbar hohen Sterblichkeit ist die Erdbestattung der großen Menge verstorbener Lagerinsassen nicht durchführbar. […] Es besteht daher der Zwang, die ständig anfallende, große Anzahl von Leichen durch Einäscherung schnell, sicher und hygienisch einwandfrei zu beseitigen. Dabei kann natürlich nicht nach den für das reichsdeutsche Gebiet geltenden gesetzlichen Bestimmungen verfahren werden.“

Nach Angabe von Sander wurde die Patentschrift als geheim eingestuft und deshalb vom Reichspatentamt nicht bearbeitet. Die Patentanmeldung überlebte jedoch erfolgreich das Kriegsende: im Jahre 1953 erteilte das Bundespatentamt die Patentschrift Nr. 861 731 über ein Verfahren und Vorrichtung zur Verbrennung von Leichen, Kadavern und Teilen davon an das Unternehmen J. A. Topf und Söhne, Wiesbaden (früher Erfurt) bzw. an den dort tätigen Martin Klettner. Die Historikerin Annegret Schüle hält es jedoch auch für möglich, dass es nicht zur Patenterteilung gekommen sei, weil die Erfindung geltendem Recht widersprach, demzufolge die Asche verschiedener Leichen nicht vermischt werden durfte.
Das Funktionsprinzip des Ofens sollte dem eines Verbrennungsfließbandes entsprechen: Zum einen sollte die Zeit zum Bestücken und Leeren der Brennkammer entfallen, zum anderen sollte ein zusätzlicher Brennstoffverbrauch entfallen, da die Leichen füreinander als Brennstoff dienten. Eine für die Geschäftsleitung bestimmte Beschreibung Sanders für „Einäscherungsöfen für Konzentrationslager“ beschreibt die schräge Anordnung im Inneren der Anlage und die Nutzung der Schwerkraft im Rahmen der Massenverbrennung:

„Die Leichen gleiten durch eigene Schwerkraft auf entsprechend geneigten und geformten Unterlagen in den beheizten Ofen hinein und dann weiter herab, geraten auf diesem Wege ins Brennen, um schließlich an geeigneter Stelle des Ofeninneren auszubrennen und zu veraschen.“

Detailliert wird auf die Wirkweise der Anlage eingegangen:

„Die Einäscherungs-Objekte sind also auf dem ganzen Weg durch den Ofen ständig den Einwirkungen der Flammen bzw. Heizgasen ausgesetzt. […] Durch entsprechend angeordnete Austrittsöffnungen kann bei einem eventuellen Festbacken oder Festklemmen der Einäscherungsobjekte von außen nachgeholfen werden…“

### Anfänge der Aufarbeitung nach 1945
Nach dem Zweiten Weltkrieg wurden einige hauptverantwortliche Mitarbeiter von der sowjetischen Besatzungsmacht zur Rechenschaft gezogen. Ludwig Topf verübte Suizid, um einer drohenden Verhaftung zu entgehen. In einem Abschiedsbrief beteuerte er seine „Unschuld an den Krematorien“; er sei ein „Anständiger“, der sich niemals einem „fremden Land übergeben“ werde.
Der Bruder, Ernst-Wolfgang Topf, ging in den Westen. Kurzzeitig wurde er 1946 inhaftiert; ein Spruchkammerverfahren in Fritzlar-Homberg wurde 1949 eingestellt; von der Staatsanwaltschaft wurden zwar Ermittlungen weitergeführt, diese im Oktober 1951 jedoch eingestellt. Topf gründete in Wiesbaden das Unternehmen neu, verlegte es 1953 nach Mainz und musste es 1963 wegen Insolvenz auflösen. Aufgrund einer Buchveröffentlichung, die Material aus der DDR enthielt, wurden erneut Vorwürfe gegen ihn laut. Ernst-Wolfgang Topf behauptete wahrheitswidrig, es habe sich bei den Öfen in Auschwitz nicht um Sonderanfertigungen gehandelt, und führte zu seiner Verteidigung an: „Das Wort: ‚Nein, für KZs liefert die Firma Topf nicht‘ war gleichbedeutend mit KZ und Tod!“ Staatliche Zwänge sind aber auch heute nach Sichtung aller Dokumente nicht erkennbar; allein materielle Vorteile sind als Motiv zu unterstellen. Weitere Ermittlungsverfahren folgten, die jedoch alle nicht zur Einleitung einer Hauptverhandlung führten. Es fehlte an relevanten Beweisdokumenten, die sich im Ostblock befanden und aus politischen Gründen nicht herangezogen werden sollten.
Vier Mitarbeiter wurden im März 1946 von der sowjetischen Besatzungsmacht inhaftiert; sie verschwanden in unbekannten Lagern. Von ihnen sind Schuldeingeständnisse erhalten, bei denen sie ihre Mitwisserschaft eingestanden. Der Ober-Ingenieur Karl Schultze schilderte seine Beobachtung, wie Menschen zum Krematorium getrieben wurden, und äußerte sich zu den Motiven seiner weiteren Mitwirkung:

„Am nächsten Tag war ich um zehn Uhr morgens im Krematorium. Ich sah dort 60 Leichen, Männer, Frauen und Kinder. […] Ich erzählte ihm [i. e. Prüfer], was geschehen war, wie diese Menschen geführt, in die Gaskammer getrieben und getötet wurden und nun ihre Leichen im Krematorium verbrannt würden. […] Ich blieb dort fünf Tage. […] Ich musste den Krematoriumsofen kontrollieren. Das war erst möglich, als der Transport mit den etwa 300 Leuten eintraf, die in der Gaskammer getötet wurden. […] Ich machte weiter, weil wir durch unsere Unterschriften gebunden waren. Wir standen in der Pflicht, gegenüber der SS, der Firma Topf und dem NS-Staat. Ich habe nicht aus eigenem Antrieb gehandelt, sondern auf Anweisung … Ich hatte Angst, meine Stelle zu verlieren und möglicherweise verhaftet zu werden.“

Der Oberingenieur und Prokurist Paul Erdmann blieb zunächst unbehelligt, wurde Ende 1950 aber unter dem Verdacht verhaftet, sich mit dem Bau von Krematorien an einem Verbrechen gegen die Menschlichkeit beteiligt zu haben. Er wurde jedoch schon im Februar 1951 entlassen. Warum er nicht vor Gericht gestellt wurde, ist bislang nicht geklärt. Fünf involvierte Monteure des Unternehmens Topf & Söhne, die zum Teil vor 1945 insgeheim eine kommunistische Betriebszelle gebildet hatten, traten alsbald der KPD und damit der späteren SED bei. Einer wurde als „Verfolgter des Naziregimes“ anerkannt; einige andere erhielten Stellungen bei der Volkspolizei oder wurden von der Staatssicherheit angeworben. Ob sie ihre Stellung zur Verschleierung ihrer früheren Tätigkeit ausnutzten, ist nicht nachweisbar; jedenfalls kamen sie ohne Verfahren davon. Eine Anfrage der BRD-Staatsanwaltschaft in einem Verfahren um Topf wurde aus Erfurt nicht beantwortet.

## Dokumentarfilme
- Topf & Söhne – Erfurt. 30 Min. Produktion: makido Film im Auftrag des MDR. Ein Film von Ute Gebhardt. Deutsche Erstausstrahlung: 27. Januar 2015.[30]